# Stazione di Brenna-Alzate
Stazione di Brenna-Alzate vasútállomás Olaszországban, Lombardia régióban, mely Brenna és Alzate Brianza településeket szolgálja ki.

## Vasútvonalak
Az állomást az alábbi vasútvonalak érintik:
- Como–Lecco-vasútvonal

## Kapcsolódó állomások
A vasútállomáshoz az alábbi állomások vannak a legközelebb:
- Stazione di Cantù
- Stazione di Anzano del Parco